# Volkswagen ARVW
La concept car ARVW (Aerodynamic Research Volkswagen) è stata costruita dalla Volkswagen alla fine degli anni '70, come oggetto di ricerca aerodinamica, per tracciare una correlazione tra la forma della carrozzeria di un veicolo e il consumo di carburante ad alta velocità.

## Il contesto

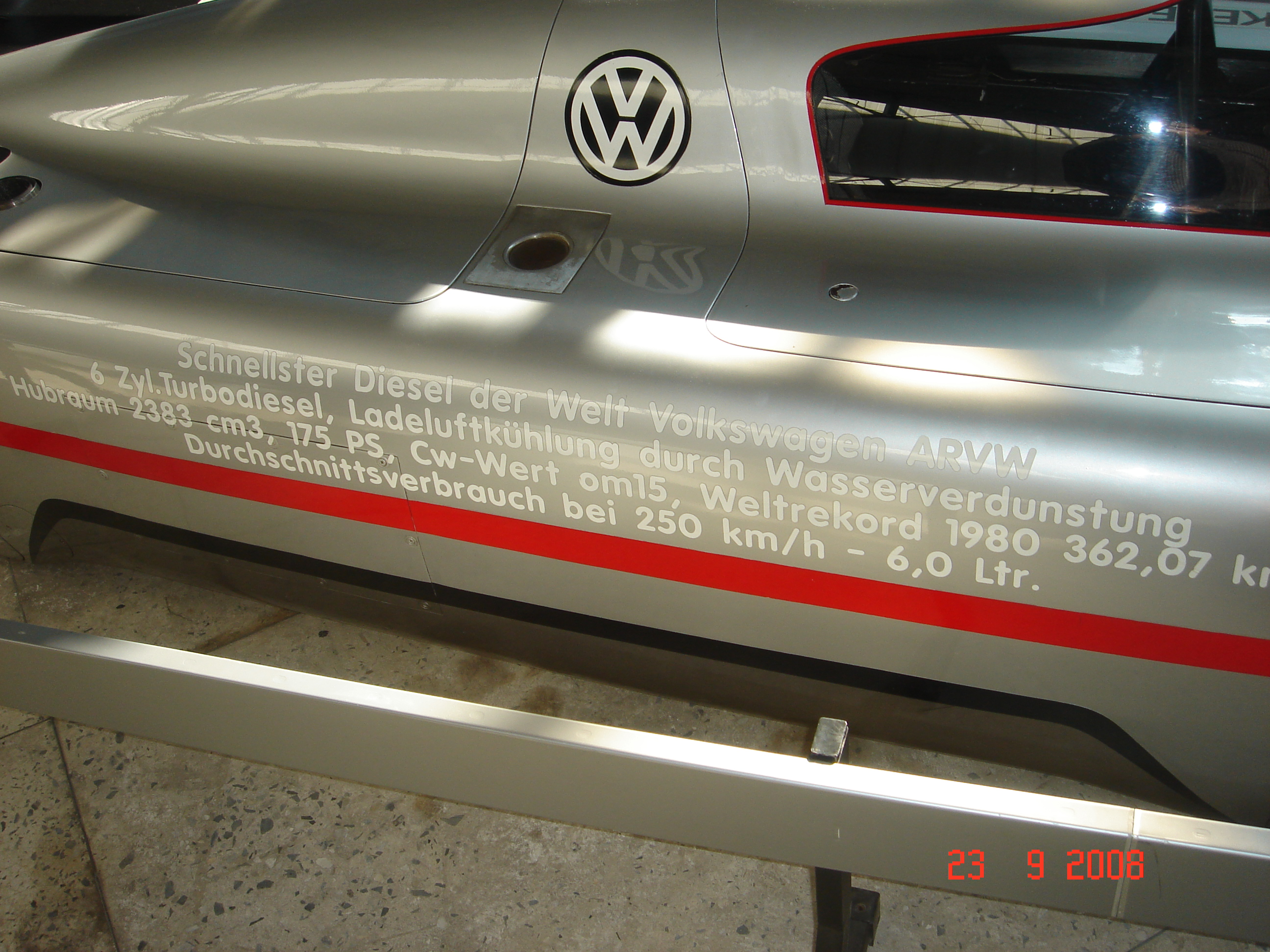
La ARVW al Museo automobilistico di Riga, Lettonia

Sono stati utilizzati un motore turbodiesel a sei cilindri appositamente modificato, da 2,4 l che erogava 175 CV e un cambio standard, mentre la carrozzeria era in alluminio e materiali compositi.
Nel 1980 raggiunse sulla pista di Nardò la velocità massima di 362,07 km/h, ottenendo vari record mondiali di categoria.